# الدوري البرتغالي الدرجة الثالثة
الدوري البرتغالي الدرجة الثالثة (بالبرتغالية: Terceira Divisão Portuguesa‏) كان دوري كرة قدم في البرتغال، ويقع في المستوى الرابع من نظام الدوري البرتغالي لكرة القدم. كانت الدرجة الثالثة في البداية هي المستوى الثالث من الهرم البرتغالي ولكن مع إنشاء ليغا برو في 1990–91، أصبحت المستوى الرابع. اندمجت المنافسة مع الدوري البرتغالي الدرجة الثانية في نهاية موسم 2012–13 لتشكّل دوري جديد موسع من المستوى الثالث، بطولة البرتغال [الإنجليزية].